# Podsavezna nogometna liga Gospić 1960./61.
Podsavezna nogometna liga Gospić, također i kao Liga Nogometnog podsaveza Gospić je bila liga trećeg stupnja nogometnog prvenstva Jugoslavije u sezoni 1960./61. 
 
Sudjelovalo je 9 klubova, a prvak je bio "GOŠK" iz Gospića, koji se potom natjecao za prvaka "Zone Sisak – Karlovac – Gospić". 

## Ljestvica
| mj. | klub                     | ut. | pob. | ner. | por. | gol+ | gol- | bod |
| --- | ------------------------ | --- | ---- | ---- | ---- | ---- | ---- | --- |
| 1.  | GOŠK Gospić              | 16  | 12   | 2    | 2    | 61   | 16   | 22  |
| 2.  | Udarnik Perušić          | 16  | 13   | 0    | 3    | 46   | 21   | 26  |
| 3.  | Visočica Divoselo        | 16  | 8    | 2    | 6    | 40   | 40   | 18  |
| 4.  | Velebit Žabica           | 18  | 6    | 3    | 7    | 24   | 35   | 15  |
| 5.  | Sloga Otočac             | 16  | 7    | 1    | 8    | 35   | 48   | 15  |
| 6.  | Jedinstvo Donji Lapac    | 16  | 5    | 3    | 8    | 31   | 44   | 13  |
| 7.  | Partizan Titova Korenica | 16  | 4    | 3    | 9    | 32   | 38   | 11  |
| 8.  | Lika Lički Osik          | 16  | 4    | 2    | 10   | 33   | 39   | 11  |
| 9.  | Bratstvo Gračac          | 16  | 3    | 4    | 9    | 22   | 39   | 10  |

- Titova Korenica – tadašnji naziv za Korenicu
- "GOŠK" prvak radi bolje gol-razlike

## Rezultatska križaljka
| kratica | klub                     | BRA | GOŠK | JED | LIKA | PAR | SLO | UDA | VEL | VIS |
| --- | ------------------------ | --- | ---- | --- | ---- | --- | --- | --- | --- | --- |
| BRA | Bratstvo Gračac          |     |      |     |      |     |     |     |     |     |
| GOŠK | GOŠK Gospić              |     |      |     |      |     |     |     |     |     |
| JED | Jedinstvo Donji Lapac    |     |      |     |      |     |     |     |     |     |
| LIKA | Lika Lički Osik          |     |      |     |      |     |     |     |     |     |
| PAR | Partizan Titova Korenica |     |      |     |      |     |     |     |     |     |
| SLO | Sloga Otočac             |     |      |     |      |     |     |     |     |     |
| UDA | Udarnik Perušić          |     |      |     |      |     |     |     |     |     |
| VEL | Velebit Žabica           |     |      |     |      |     |     |     |     |     |
| VIS | Visočica Divoselo        |     |      |     |      |     |     |     |     |     |
| |                          |     |      |     |      |     |     |     |     |     |
| podebljan rezultat - utakmice od 1. do 9. kola (1. utakmica između klubova) rezultat normalne debljine - utakmice od 10. do 18. kola (2. utakmica između klubova) rezultat nakošen - nije vidljiv redoslijed odigravanja međusobnih utakmica iz dostupnih izvora rezultat nakošen i smanjen * - iz dostupnih izvora nije uočljiv domaćin susreta prekrižen rezultat - poništena ili brisana utakmica p - utakmica prekinuta 3:0 p.f. / 0:3 p.f. - rezultat 3:0 bez borbe |                          |     |      |     |      |     |     |     |     |     |

 Izvori: 